# Ukraine – Vorwärts!
Natalija Korolewskas Partei „Ukraine – Vorwärts!“ (ukrainisch Партію Наталії Королевської „Україна - Вперед!“; russisch Украина – Вперёд!) ist eine sozialdemokratische politische Partei in der Ukraine. Sie entstand 1998 als Ukrainische Sozial-Demokratische Partei (USDP) und wurde 2012 nach ihrem Ausschluss aus dem Blok Juliji Tymoschenko nach ihrer neuen Vorsitzenden Natalija Korolewska umbenannt.

## Geschichte
Die USDP entstand 1998 als Abspaltung aus der Vereinten Sozialdemokratischen Partei der Ukraine (SDPU). 13 Regionalorganisationen der SDPU traten zu dieser Zeit aufgrund einer Privatisierungsdebatte aus der Partei aus und formten die USDP. Erster Vorsitzender wurde der Politiker Wasilj Onopenko. In der ukrainischen Regierung übernahm die USDP im gleichen Jahr das Justizministerium.
2001 trat die Partei dem Bündnis Block Julia Timoschenko unter der Führung der gleichnamigen Politikerin bei. 2006 übernahm Jewhen Kornijtschuk den Vorsitz, der vorher der USDP Kiew vorstand und stellvertretender Justizminister ist.
Im Dezember 2011 wurde Natalija Korolewska zur Vorsitzenden der USDP gewählt. Sie benannte die Partei in Україна вперед! um. Aus dem Block Julia Timoschenko wurde die Partei kurz darauf wegen angeblicher Kooperation mit der Regierung von Präsident Janukowytsch ausgeschlossen. Zu den Parlamentswahlen 2012 betrieb die Partei einen intensiven Wahlkampf. Neben Korolewska war der ehemalige ukrainische Fußballspieler Andrij Schewtschenko Spitzenkandidat. Zwar bezeichnete sich Ukraine – Vorwärts! als Oppositionspartei mit einer europäischen und sozialdemokratischen Vision und schloss eine mögliche Zusammenarbeit mit der Regierungspartei Partei der Regionen nach den Wahlen ausdrücklich aus, Kritiker warfen der Partei aber dennoch vor, ihr Wahlkampf sei ein Täuschungsmanöver der Regierung Janukowytsch, um so Stimmen von den eigentlichen Oppositionsparteien abzuziehen. Da die Partei bei den Wahlen lediglich 1,6 % der Stimmen erhielt, wurde der Einzug in die Werchowna Rada deutlich verpasst.

## Politische Ausrichtung und Bedeutung
Die Partei sieht sich selbst in der Tradition der Sozialdemokratie und betrachtete sich nach der Selbstdarstellung als deren einziger legitimer Vertreter in der Ukraine. Diesen Anspruch erheben dort noch andere Parteien, die jedoch ebenfalls nicht (mehr) im Ukrainischen Parlament vertreten sind: Die zur Zwergpartei geschrumpfte SDPU, aus der die USDP entstanden ist, die Sozialistische Partei der Ukraine und die Ukrainische Arbeitspartei (vereinigt mit der Partei der Regionen 2012).

## Bedeutende Persönlichkeiten
1. Jewhen Kornijtschuk, zeitweise Vorsitzender der USDP, stellvertretender Justizminister
2. Olena Schustik, stellvertretende Vorsitzende der USDP
3. Natalija Korolewska, Vorsitzende von Ukraine – Vorwärts!, ehemalige Sozialministerin